# Apostrof
En apostrof (fra fransk, oprindeligt fra græsk αποστροφος προσωδια, udeladelsesaccent: ’) er et symbol, der bruges i grammatisk tegnsætning på en lang række sprog baseret på det latinske alfabet. På dansk bruges det primært til bøjninger af fremmedord og akronymer samt til at indikere udeladelser i talesprog. På andre sprog bruges apostroffen også som accenttegn.

## Brug ved bøjning
Tegnsætningsapostroffen anvendes i specielle ords bøjninger.

### Genitiv
Ved genitiv (ejefald) af ord, der i forvejen slutter på s, x eller z vil der i stedet for et s blive tilføjet en tegnsætningsapostrof. Således hedder det:
Peter stjal Anders’ lommepenge.
Den magnetiske flux’ betydning er [...]
Mange tror fejlagtigt at denne regel også gælder for ord, der slutter på en s-lyd, såsom Bush, Rice etc. Dette er ikke tilfældet.
Mange bruger også apostrof efter andet end s, x, eller z. Det er ukorrekt:
Jeg skubbede til Søren’s bord.
Jensen's Bøfhus, Mor's Biks og Øen's Tømrer.
Bush' administration
Det korrekte er Sørens bord, Jensens Bøfhus, Bushs administration osv. Tendensen skyldes påvirkning fra engelsk, men er på dansk grammatisk forkert i de anførte tilfælde.

### Forkortelser og akronymer
Ved bøjning af forkortelser skal der efter forkortelsen benyttes en tegnsætningsapostrof inden bøjninger (både ved genitiv og flertalsbøjninger med videre):
George W. Bush er USA’s 43. præsident.
Følgende er forkert:
George W. Bush er USAs 43. præsident.
Og tilsvarende i andre bøjninger af forkortelser:
Han købte to dvd’er med Finn & Jacob, som han ville se på pc’en derhjemme.
For et akronym, der udtales som et ord og ikke læses op bogstav for bogstav, er brug af apostrof valgfrit.
Man kan frit vælge en af følgende former:
- Anders Fogh Rasmussen deltog i NATOs kongres.
- Anders Fogh Rasmussen deltog i NATO’s kongres.

Nogle akronymer er så integrerede i det danske sprog, at de ikke længere anses for at være forkortelser, men er selvstændige ord:
Han pegede laseren hen på slyngelstaten via sit modems forbindelse til satelitten.
Selv om både laser og modem er akronymer, må der ikke bruges apostrof i bøjninger.

## Brug ved sammentrækning/udeladelse
I talesprog udelades ord og flere ord eller stavelser sammentrækkes til ét ord. Det angives med apostrof:
Det’ ik’ så ringe endda!
Den fuldstændige sætning er Det er ikke så ringe endda, men ordet er er helt udeladt og erstattet af en apostrof efter det. Sidste stavelse i ikke er erstattet af en apostrof.
Andre eksempler ofte forekommende i dansk tale er:
- G’morn[kilde mangler] børn. – den fulde ordlyd er God morgen
- Jeg er helt vild med rock ’n' roll! – den fulde ordlyd er rock and roll
- Det er li’som ikke det samme, vel? – den fulde ordlyd er ligesom
- Så kommer du forbi klokken 17, ik’og? – den fulde ordlyd er ikke også
- Jeg vil os’[kilde mangler] være med! – den fulde ordlyd er også (og der er i parentes bemærket ikke noget ord, der skrives osse)

Den anvendelse af apostrof er kun tilladt i gengivelser af talesprog – for eksempel i skønlitteratur eller citater.

## Andre anvendelser
- Skrivemaskineapostroffen anvendes ofte i stedet for primtegn – for eksempel i matematikken eller til at angive størrelser i fod eller bueminutter.
- DSB omdøbte i 2004 billettypen første klasse til den stiliserede betegnelse 1', som udtales første. Bemærk at dette er en ukorrekt måde at angive ordenstal på; det benyttes kun af DSB og kun i denne situation.

## Brug i datalogi
Datalogisk set findes der tre versioner af apostroffen – her angivet under deres Unicode-navne og tegnkoder:
- ( ' ) lodret skrivemaskineapostrof, der i Unicode hedder "apostrophe" eller "apostrophe-quote". Den findes både i Unicode og ASCII som det 39. tegn eller i hexadecimal: U+0027.
- ( ’ ) tegnsætningsapostrof, hedder "right single quotation mark" eller "single comma quotation mark" og repræsenteres ved hex-koden: U+2019.
- ( ʼ ) bogstavsapostrof, hedder "modifier letter apostrophe" og repræsenteres ved hex-koden: U+02BC.

### Brug af de forskellige versioner
I de fleste situationer vil en tegnsætningsapostrof være det rigtigste at bruge, men grundet historiske årsager, hvor kun skrivemaskineapostroffen eksisterer på tastaturet og i ASCII-tegnsættet, så vil man se denne brugt mange steder. I ISO 8859-1 (tegnsættet som bruges i Danmark og det mest af Vesteuropa og også kaldes Latin 1) findes da også kun skrivemaskineapostroffen.
Mange tekstredigeringsprogrammer vil dog automatisk erstatte skrivemaskineapostroffen med enten en tegnsætningsapostrof eller med de korrekte citationstegn – såkaldte smart quotes. Manglende (i øvrigt korrekt) erstatning heraf kaldes tilsvarende ofte for dumb quotes. Smart quotes gør dog, at i nogle sammenhænge, hvor en tegnsætningsapostrof skulle bruges foran et ord, vil et åbnings-citationstegn i stedet blive brugt (som for eksempel i ’04 som forkortelse for årstallet 2004), eller i situationer hvor en tegnsætningsapostrof anvendes, hvor primtegn skulle have været brugt (for eksempel i breddegrader: 49° 53′ 08″)
I bogtrykkerkunsten bliver der kun anvendt typografiske apostroffer. I sådanne situationer vil en lodret skrivemaskineapostrof altid blive lavet om til det tegn, som der reelt skal bruges i den pågældende kontekst. Dette skyldes både det principielle, men også at en skrivemaskineapostrof vil virke direkte anstødelig i øjnene på en typograf eller designer.

### Brug i MediaWiki
I MediaWiki (softwaren, som Wikipedia er baseret på) og visse andre former for wiki-software bruges apostroffer til at give særlig vægt til et ord.
I MediaWiki bruges to skrivemaskineapostroffer til at sætte et ord i kursiv, tre til at sætte ord i fed og dermed fem til at sætte ord i kursiv og fed:
| Du skriver                  | MediaWiki oversætter til |
| --------------------------- | ------------------------ |
| Et ''vigtigt'' ord          | Et vigtigt ord           |
| Et '''vigtigere''' ord      | Et vigtigere ord         |
| Det '''''vigtigste''''' ord | Det vigtigste ord        |

Se mere om syntaksen i Hjælp:Redigering.
1. ↑  "Sproget.dk - Genitiv (ejefald)". Arkiveret fra originalen 4. januar 2012. Hentet 19. september 2010.
2. ↑  "Der er en udbredt tendens til at indsætte en apostrof før genitiv-s'et (uanset hvad det ender på), fx Jensens Bøfhus, Mor's Biks. Det skyldes en påvirkning fra engelsk, men er forkert ifølge dansk retskrivning." i Ane Børup et al: "Dansk basisgrammatik", 2005, Gyldendal, ISBN 87-02-02816-6